# ماهیچه بالابرنده لب بالا و پره بینی
ماهیچه بالابرنده لب بالا و پره بینی (انگلیسی: Levator labii superioris alaeque nasi muscle) کار بالا کشیدن لب بالا و گشاد کردن سوراخ بینی را برعهده دارد.
خاستگاه آن زائده پیشانی آرواره بالایی، پیوندگاه آن پوست و غضروف پره بینی، لب بالا و عصب‌گیری‌اش از از شاخه زیر کاسه چشمی عصب چهره‌ای (فاسیال) است.